# Stadtarchiv Herne
Das Stadtarchiv Herne ist ein kommunales Archiv. Die Aufgaben und Angebote ergeben sich aus dem Archivgesetz für das Land Nordrhein-Westfalen (ArchivG NRW) sowie der Dienstanweisung und der Benutzungsordnung für das Stadtarchiv Herne in den jeweils gültigen Fassungen. Es befasst sich mit der lokalen und regionalen Geschichte.
Das Stadtarchiv übernimmt, erfasst, bewertet und erschließt Archivgut aus den städtischen Fachbereichen, Dienststellen und Einrichtungen. Gleiches geschieht mit Sammlungsgut aus der Wirtschaft, von Vereinen, Privatpersonen u. a. Zur Ergänzung seiner Sammlungsbestände erwirbt es Unterlagen nichtstädtischer Herkunft. Die auf lokal-, regional- und landesgeschichtlich spezialisierte Archivbibliothek wird ergänzt und gepflegt. Das Archiv ordnet und verzeichnet das eingelagerte Archiv- und Sammlungsgut und erstellt Findmittel. Das Archiv- und Sammlungsgut wird konservatorisch und restauratorisch behandelt.
Das Stadtarchiv steht grundsätzlich allen interessierten Menschen offen. Die Mitarbeiter beraten und betreuen die Besucher im Lesesaal (Kulturzentrum Herne, Raum 120) des Stadtarchivs. Für Recherchen stellt das Stadtarchiv Findmittel, wie beispielsweise Register und Karteikarten bereit. Ebenso werden schriftliche und telefonische Anfragen beantwortet.
Das Stadtarchiv erforscht die Herner Lokalgeschichte und publiziert die gewonnenen Erkenntnisse. Auch werden öffentliche Vorträge zur Stadtgeschichte gehalten. Ferner wird die Lokalgeschichte durch die inhaltliche Erarbeitung, Gestaltung und Umsetzung von eigenen und anderen Ausstellungen vermittelt. Archivführungen, Ausstellungsführungen, Stadtführungen und -rundfahrten gehören ebenfalls zum lokalgeschichtlichen Angebot.
Im Rahmen der historischen Bildungsarbeit bietet das Stadtarchiv für alle Altersgruppen Möglichkeiten zum Erleben und Lernen der lokalen Geschichte an. Besonderer Wert wird auf archivpädagogische Veranstaltungen und Projekte mit Herner Schulen aller Jahrgangsstufen gelegt. Kooperationen mit Geschichts- und anderen lokalen Vereinen und Gruppen werden vom Stadtarchiv angestrebt.